# Pietro Canonica
Pietro Canonica (ur. 1 marca 1869 w Moncalieri, zm. 8 czerwca 1959 w Rzymie) – włoski rzeźbiarz, malarz, kompozytor, a także senator dożywotni.

## Życiorys
Kształcił się w Accademia Albertina w Turynie, po czym rozpoczął karierę artysty-rzeźbiarza, kultywując tradycję kultury włoskiej. Uczestniczył w wielu krajowych i międzynarodowych wystawach w Europie (w tym w Paryżu, Wenecji, Londynie i innych). Był członkiem m.in. Akademii Świętego Łukasza oraz szeregu organizacji kulturalnych i naukowych. W czasie swojej aktywności odwiedzał kręgi arystokratyczne, był zapraszany przez głowy państw, wykonując na zlecenie dworów popiersia i portrety panujących.
Komponował także opery, m.in. Miranda, La Sposa di Corinto, Enrico di Mirval, Medea, Impressioni i Sacra Terra. W drugiej połowie lat 20. XX wieku, kiedy już cieszył się międzynarodową sławą, władze miejskie Rzymu udostępniły mu kompleks Villa Borghese, który wykorzystał jako miejsce zamieszkania i pracy. Po śmierci urządzono w tym miejscu muzeum jego imienia.
1 grudnia 1950 prezydent Włoch Luigi Einaudi w uznaniu zasług powierzył mu godność dożywotniego senatora. Pietro Canonica zasiadał w Senacie I, II i III kadencji, tj. do czasu swojej śmierci.

## Prace
- popiersie Edwarda VII w Pałacu Buckingham w Londynie (1903)
- popiersie Emily Doria Pamphili w Rzymie (1904)
- monumento ai Cavalieri d’Italia w Turynie (1923)
- pomnik konny Mustafy Kemala Atatürka przed Muzeum Etnograficznym w Ankarze (1927)
- pomnik Atatürka w Ankarze (1927)
- Cumhuriyet Anıtı w Stambule (1928)
- pomnik papieża Benedykta XV w bazylice św. Piotra w Watykanie (1928)
- pomnik Mustafy Kemala Atatürka w Izmirze (1932)
- grobowiec Vittoria Emanuele Orlando w Rzymie (1935)
- pomnik papieża Piusa XI w bazylice św. Jana na Lateranie w Rzymie (1941–1949)
- drzwi do opactwa na Monte Cassino (1951)